# Supercoupe de l'UNAF 2010
La Supercoupe de l'UNAF 2010 est la 1re édition de la Supercoupe de l'UNAF. Elle oppose en un match unique le vainqueur de la Coupe nord-africaine des clubs champions 2009 et le vainqueur de la Coupe nord-africaine des vainqueurs de coupe 2009, que sont respectivement l'ES Sétif et le CS Sfax.
Cette première édition est remportée par l'ES Sétif qui devient le premier détenteur de ce trophée.

## Détails du match
| Année | Équipe 1 | Résultat | Équipe 2 |
| ----- | -------- | -------- | -------- |
| 2010  | ES Sétif | 1-0      | CS Sfax  |